# Europarlamentari pentru Irlanda 1989-1994
Aceasta este o lista a celor 15 europarlamentari 1989-1994 pentru Irlanda aleși în Parlamentul European în 1989.
Mandatul acestora acoperă perioada 1989 - 1994.

## Alcătuirea

### Connaught
- John McCartin
- Neil Blaney
- Mark Killilea

### Dublin
- Proinsias De Rossa (înlocuit cu Des Geraghty 1992[1])
- Mary Banotti
- Barry Desmond
- Niall Andrews

### Leinster
- Patrick Cooney
- Jim Fitzsimons
- Patrick Lalor

### Munster
- T.J. Maher
- Paddy Lane
- Pat Cox
- John Cushnahan
- Gene FitzGerald